# Orchamus yersini
Orchamus yersini is een rechtvleugelig insect uit de familie Pamphagidae. De wetenschappelijke naam van deze soort is voor het eerst geldig gepubliceerd in 1882 door Carl Brunner von Wattenwyl.